# Град дизајна
УНЕСКО-ов пројекат Град дизајна део је шире мреже креативних градова. Мрежа је покренута 2004. године и има градове чланице у седам креативних области. Остале области су: занати и народна уметност, музика, филм, гастрономија, књижевност и медијска уметност.
Једна од улога Унеска је да одржава листу места светске природне и културне баштине. Та места се сматрају важним природним или историјским местима или објектима чије очување је важно за целокупну светску заједницу.

## Критеријуми за УНЕСКО град дизајна
Да би били одобрени као град за дизајн, градови морају да испуне низ критеријума које је поставио УНЕСКО. 
Одређени УНЕСКО дизајнерски градови деле сличне карактеристике као што је постојање успостављене дизајнерске индустрије; културни пејзаж одржаван дизајном и изграђено окружење (архитектура, урбанизам, јавни простори, споменици, превоз); школе дизајна и истраживачки центри дизајна; практичне групе дизајнера са континуираном активношћу на локалном и националном нивоу; искуство у организовању сајмова, догађаја и изложби посвећених дизајну; могућност за локалне дизајнере и урбанисте да искористе локалне материјале и урбане/природне услове; креативне индустрије вођене дизајном, као што су архитектура и ентеријер, мода и текстил, накит и додаци, дизајн интеракције, урбани дизајн, одрживи дизајн.

## Градови дизајна
Постоји 40 градова дизајна:
| Град         | Држава                    | Година натписа |
| ------------ | ------------------------- | -------------- |
| Асахикава    | Јапан                     | 2019           |
| Баку         | Азербејџан                | 2019           |
| Бандунг      | Индонезија                | 2015           |
| Банкок       | Тајланд                   | 2019           |
| Пекинг       | Кина                      | 2012           |
| Берлин       | Немачка                   | 2006           |
| Билбао       | Шпанија                   | 2014           |
| Бразилија    | Бразил                    | 2017           |
| Будимпешта   | Мађарска                  | 2015           |
| Буенос Ајрес | Аргентина                 | 2005           |
| Кејптаун     | Јужна Африка              | 2017           |
| Cebu City    | Филипини                  | 2019           |
| Куритаба     | Brazil                    | 2014           |
| Детроит      | Сједињене Америчке Државе | 2015           |
| Дубаи        | Уједињени Арапски Емирати | 2018           |
| Данди        | Уједињено Краљевство      | 2014           |
| Форталеза    | Бразил                    | 2019           |
| Џилонг       | Аустралија                | 2017           |
| Грац         | Аустрија                  | 2011           |
| Ханој        | Вијетнам                  | 2019           |
| Хелсинки     | Финска                    | 2014           |
| Истамбул     | Турска                    | 2017           |
| Канус        | Литванија                 | 2015           |
| Кобе         | Јапан                     | 2008           |
| Колдинг      | Данска                    | 2017           |
| Кортрајк     | Белгија                   | 2017           |
| Медељин      | Колумбија                 | 2018           |
| Мексико      | Мексико                   | 2017           |
| Монтреал     | Canada                    | 2006           |
| Muharraq     | Бахреин                   | 2019           |
| Нагоја       | Јапан                     | 2008           |
| Пеубла       | Мексико                   | 2015           |
| Керетаро     | Мексико                   | 2019           |
| Сент Етејн   | Француска                 | 2010           |
| Сан Хосе     | Костарика                 | 2019           |
| Сеул         | Јужна Кореја              | 2010           |
| Шангај       | Кина                      | 2010           |
| Шенджен      | Кина                      | 2008           |
| Сингапур     | Сингапур                  | 2015           |
| Торино       | Италија                   | 2014           |
| Вангануи     | Нови Зеланд               | 2022           |
| Вухан        | Кина                      | 2017           |